# Albiplanaria
Albiplanaria is een geslacht van platwormen uit de familie van de Planariidae.

## Synoniemen
- = Albioplanaria Kawakatsu, 1966

## Soorten
De volgende soorten zijn bij het geslacht ingedeeld:
- Albiplanaria albissima Vejdovsky, 1883
- Albiplanaria coarctica Arndt, 1920
- Albiplanaria macedonica (Stankovic, 1926)
- Albiplanaria maculata Stankovic, 1938